# Cordilura krocha
Cordilura krocha är en tvåvingeart som beskrevs av Ozerov 2007. Cordilura krocha ingår i släktet Cordilura och familjen kolvflugor. Inga underarter finns listade i Catalogue of Life.